# Щоденник баскетболіста
«Щоденник баскетболіста» (англ. The Basketball Diaries) — кінофільм режисера Скотта Келверта, знятий у 1995 році за автобіографічним романом Джима Керролла.

## Сюжет
Розповідь ведеться від імені Джима Керролла, головного героя й автора «Щоденників баскетболіста», шістнадцятирічного підлітка, який грає в цю гру й пише гарні вірші. Життя Джима повністю сконцентровано навколо баскетбольного майдачика, який і стає метафорою цілого світу в його свідомості.
Але найкращий друг, який вмирає від лейкемії, тренер (Живчик), що дозволяє собі неприйнятні вольності по відношенню до хлопчиків зі свієї команди, підліткова нудьга і апетит до кокаїну та героїну — усе це стає на шляху до мрії молодого Джима стати зіркою баскетболу. Він і його друзі починають захоплюватися наркотиками...

## У ролях
- Леонардо ДіКапріо — Джим Керролл
- Лоррейн Бракко — мати Джима
- Марк Волберг — Міккі
- Джеймс Мадіо — Педро
- Патрік МакГоу — Нейтрон
- Бруно Кірбі — Живчик
- Джульєтт Льюїс — Дайан Муді
- Майкл Імперіолі — Боббі
- Ерні Гадсон — Реджі

## Цікаві факти
- Фільм насправді знятий на основі реальних подій, а якщо точніше, то за мотивами однойменного автобіографічного роману Джима Керролла, виданого у 1978 році. Сам роман був написаний на основі щоденника автора, який він вів ще коли був підлітком, і де описував усе своє бурхливе дорослішання.
- Спочатку на роль Джима Керрола був затверджений Рівер Фенікс, який помер від передозування наркотиків до початку зйомок.
- Фільм намагалися заборонити у Сполучених Штатах Америки, після того, як у 1996 році підліток на ім'я Барі Лукатіс повторив одну з його сцен, одягнувши до школи плащ ковбоя, під яким було приховано зброю, і відкрив вогонь. У 1998 році цю ж сцену повторив і ще один підліток на ім'я Кіпленд Кінкель — після того як вбив своїх батьків, він вирушив до школи в такому ж плащі і з прихованою зброєю, у результаті 2 учні померли, а 24 були поранені.